# Velká hyperprostorová válka
Velká hyperprostorová válka je fiktivní konflikt v prostředí Hvězdných válek, který se odehrál 5 000 let před událostmi ze čtvrté epizody. Jde o vůbec historicky první konflikt v dějinách Star Wars galaxie, v němž se střetl řád rytířů Jedi se Sithským impériem. Zároveň se v tomto konfliktu stali Sithové tím, čím jsou známí, tedy ideologií prahnoucí po absolutní moci.

## Objev Sithského impéria
Sithové byli už téměř dva tisíce let před tímto konfliktem ovládnuti temnými Jedi, kteří byli vykázáni z Republiky po prohraném konfliktu Stoletá temnota. Jejich existence byla dokonale utajena až do doby, než na planetě Korriban jednoho dne přistála loď Starbreaker 12, kterou pilotovali dva prospektoři na útěku, sourozenci Gav a Jori Daragonovi. Na jejich slova "přicházíme v míru" však Sithové reagovali jejich zadržením a málem i zlynčováním. Na hlavním světě Sithů Ziost se rozhodovalo o jejich osudu.
Měli však štěstí. V tu dobu zemřel Temný pán ze Sithu Marka Ragnos a mezi Sithy vypukl boj o moc. Nejvážnějšími nástupci byli konzervativec Ludo Kressh a jeho úhlavní nepřítel Naga Sadow, jenž chápal přílet dvou prospektorů jako znamení, že je čas, aby Sithové ovládli galaxii a Republiku, kterou do té doby považovali za nepodloženou legendu. Sadow nakonec uspěl v zisku hlasů dalších sithských lordů potom, když zinscenoval útěk obou prospektorů a svedl smrt stráží na republikové agenty. Na jednání proto představil plán invaze jako "odvetného úderu". Stal se tedy téměř jednomyslně Temným pánem ze Sithů, pouze Ludo Kressh nebyl spokojený. Byl přesvědčen (a nemýlil se), že Sadowova kampaň povede ke katastrofě a zániku Impéria. Proto chtěl Gava a Jori od začátku jakožto špehy popravit.
Sadowovi chtěl plány překazit a zaútočil tedy se svou letkou na jeho pevnost na měsíci Khar Shian. Naga Sadow oběma sourozencům už dříve namluvil, že je jejich přítel a chce, aby se dostali domů. Propustil Jori na svobodu, ať se vrátí domů na Koros do galaktického jádra, zatímco jejího bratra Gava držel ve své druhé, tajné pevnosti, kde ho učil ovládat Sílu pod taktovkou temné strany. Na Starbreaker 12 nechal umístit senzor, jenž zkopíroval všechny údaje o hyperprostorové stezce, aby mohl provést svůj plán. Jori Daragonová však prohlédla, co Naga Sadow chystá, a podařilo se jí nakonec varovat císařovnu Tetu před blížící se invazí. Císařovna Teta proto nechala uvést armádu do pohotovosti a s mistrem Jedi Memitem Nadillem odcestovala na Coruscant varovat senát. Zde však bylo varování zcela ignorováno.

## Invaze Sithů
Nedlouho po bitvě s Ludo Kresshem, kterého zahnal na ústup, zahájil invazi do Republiky s úplně celou Sithskou flotilou, protože se domníval, že nikdo neobjeví, odkud zaútočil. Sithové tak zaútočili najednou na tyto systémy: Koros, Kaikielius, Foerost a Coruscant. Konflikt se brzy rozšířil i na planety Metellos, Basilisk a Shawken. Naga Sadow celé flotile velel a podporoval ji bitevní meditací ze své stanice, kterou umístil na oběžnou dráhu červeného veleobra Primus Goluud, kolem kterého proletěli i Daragonovi, než se dostali do Impéria. Republika byla naprosto nepřipravená. Následující bitvy probíhaly prakticky současně.

### Bitva o Coruscant
Rytíř Jedi Odan-Urr, který měl vizi, jak se galaxie utápí v temnotě, pomáhal už před tím sehnat podporu císařovně Tetě v senátu pro přípravu na invazi, nicméně Jediové na Coruscantu, kteří byli přítomni (Tuknatan, Sonam-Ha'ar a Anavus Svag), podporu slíbili a dobrovolně hlídkovali. Krátce poté se z hyperprostoru vynořily desetitisíce sithských válečných plavidel pod velením sithského generála Shara Dakhana, které začaly nemilosrdně bombardovat povrch planety a vysazovat pěchotu Massassijů, podpořenou korribanskými válečnými zvířaty, zejména behemoty. Coruscantské dělostřelectvo bylo bezbranné.
Sithové na povrchu obklíčili budovu senátu a střetli se zde s rytíři Jedi a malou skupinou vojáků, kteří naléhání císařovny Tety vyslyšeli a drželi pohotovost. Jejich snaha však byla marná, Sithové snadno masakrovali po celém povrchu civilisty i ty, kteří se snažili bránit. Později se však ukázalo, že počty Sithů na planetě jsou dalece přehnané a jsou výsledkem Naga Sadowovy bitevní meditace nasměrované od veleobra Primus Goluud. Když byla přerušena, značná část armády náhle zmizela a ukázalo se, že šlo o hologramy za účelem donutit obránce nebýt odvážný. Všichni čtyři Jediové před budovou senátu pak vyzvali zbylé coruscantské vojsko k protiútoku na sithské pozemní síly a zahnaly je zpět do jejich výsadkových lodí. S nabytou morálkou pak zbytky dělostřelectva mnohé sestřelily. Zmatení Sithové, kteří bez podpory meditací najednou ztratili výhodu, se s hrůzou vrátili na Korriban.

### Bitva o Kirrek
Císařovna Teta po svém neúspěchu v senátu odcestovala do svého systému Koros, kterému vládla a který nedávno sjednotila pod jednotnou vládu. Jelikož Sithové mezitím obsadili hlavní svět systému Koros Major, musela hledat spojence. Vyhledala proto na Kirreku vůdce separatistů Llabana, proti němuž ještě nedávno válčila ve válce o sjednocení, aby s ním uzavřela spojenectví, protože ho vnímala jako schopného velitele, i když byl nepřítel. Llabanova jediná podmínka byla svoboda pro jeho muže, kteří byli zajati a hromadně převáženi do trestanecké kolonie na Ronice. Císařovna svolila a Llaban se pro ně ihned vydal, aby se připravili.
Před bitvou na planetu dorazili i mistr Jedi Ooroo a jeho učedník Odan-Urr. Krátce po návratu Llabana Sithové zaútočili v lodích, s massassjskou pěchotou i válečnými zvířaty. Sithové však měli proti spojeným armádám koroského výsadku na Kirreku a bývalých separatistů zdrcující početní převahu a museli proto ustupovat. Odan-Urr se snažil vojáky podpořit bitevní meditací a zároveň podkopat vůli Sithů bojovat, jenže tato meditace nebyla proti zuřivým massassijům vůbec účinná.
Aby zabránil porážce, rozhodl se mistr Ooroo obětovat. Ooroo byl totiž celegián a v pro něj jedovaté kyslíkové atmosféře musel nosit skafandr napuštěný cyankálními plyny, jež byly na druhou stranu extrémně toxické pro živé formy dýchající kyslík. Vrhnul se tedy do bitvy a sám prorazil na vhodných místech do skafandru díry, aby vítr cyankály zavál do středu sithské armády. Jeho oběť nebyla marná. Cyankály okamžitě usmrtily mnoho massassijů na planetě. Sithové však i nadále útočili i přes ohromné ztráty.
Na planetu však začaly přistávat další sithské lodě a vojska se domnívala, že je konec. Nicméně na zádi měly namalovány znaky císařovny Tety. Uvnitř totiž byli právě propuštění trestanci z Roniky, kteří posílili kirrecká vojska, když se jim povedlo odrazit pokus Sithů ovládnout Roniku a zajmout pár jejich křižníků. Kirrecká vojska spolu s bývalými povstalci a trestanci tedy mohli přestat ustupovat a zahájili protiútok. Na to Sithové reagovali zběsilým útěkem. Bitva ukázala, jak jsou potřebné všechny možné zdroje. Nebýt bývalých separatistů, zcela jistě by SIthové Kirrek a celý systém Koros dobyli.

### Bitva o Koros Major
Ihned potom, když byla císařovna Teta varována Jori Daragonovou před Sithy a pokoušela se získat podporu v senátu Republiky, jmenovala do čela své armády generála Vontaiga, aby dal dohromady armádu a planetární flotilu, která ještě stále obnovovala rozsáhlé škody po uplynulé válce proti Llabanovým separatistům, s nimiž Teta musela nyní uzavřít spojenectví.
Na planetu totiž dorazily invazní síly, z nichž mnoho odcestovalo dále na Coruscant a jiné světy, zatímco flotila pod vedením Sadowova učedníka Gava Daragona vedla útok proti Korosu Major a Kirreku. Koroská armáda se zabarikádovala v městě Cinnagar, jež obepínalo půl planety. Do bitvy se aktivně zapojila i císařovna Teta se svým velkým kopím a Jori Daragonová, které rytíř Jedi Odan-Urr půjčil svůj světelný meč, než se vydal na Kirrek. Obyvatelstvo Korosu však bylo naprosto nepřipraveno a nevarováno, takže s prvními bombami dopadlými z oběžné dráhy vypukla v Cinnigaru všeobecná panika, která Sithům usnadnila vylodění pěchoty Massassijů a behemothů. Koroská obrana byla ze začátku značně zmatená a dělostřelecké baterie častokrát místo sithských plavidel zasahovaly vlastní civilní budovy.
Gav Daragon se vylodil také se svými podřízenými Massassaji, aby vyhledal svou sestru Jori, i když tohle měl zakázané. Oficiálně svůj motiv odůvodnil tím, že ví, jak vyřadit z provozu planetární obranu, aby Sithové zvítězili bez boje a beze ztrát. Přistál poblíž dílny Aarrby Hutta, který byl starým rodinným přítelem, ale kvůli dluhům se s nimi rozkmotřil. Jakmile Aarrba spatřil svého bývalého chráněnce, plivl mu do obličeje za to, že ho nejprve okradl, a pak to dopracoval do čela nepřátelské invazní armády, a nazval ho zrádcem. Massassijové automaticky Aarrbu Hutta napadli a probodli mu břicho. Než zemřel, podařilo se starému Huttovi zabít několik útočníků a pak svým mrtvým tělem zavalil další.
Když se na místo probojovala Jori, obvinila se slzami v očích bratra z Aarrbovy vraždy a zabila světelným mečem jeho zbylé Massassije. Gav si v tu chvíli v návalu emocí uvědomil, že činil celou dobu špatně, a beze slova z místa uprchnul. Nalodil se na vlajkovou loď a opustil Koros. Svým útěkem však Gav způsobil rozpad struktury velení v sithské armádě a značně usnadnil jejich porážku na Korosu.

### Bitva o Primus Goluud
Gav totiž Koros a bitvu opustil, aby si vyřídil účty s Nagou Sadowem, protože si uvědomil, že s ním celou dobu jen manipuloval a zlákal ho na temnou stranu Síly. Zároveň věděl, že s jeho smrtí skončí i tato nesmyslná válka, takže vypálil salvu na jeho stanici u červeného veleobraPrimus Goluud, který se nacházel pár světelných let od Korosu. Naga Sadow pak Gavovi poslal zprávu, aby se nalodil na stanici a vyřešil s ním problém z očí do očí. Gav Daragon souhlasil, avšak celá stanice byla prázdná. Naga Sadow ji totiž tajným východem opustil a uzamkl ji, takže se Gav ocitl v pasti. Všechny možné východy totiž byly nepoužitelné.
Gav nelenil a rozhodl se Sadowovi pomstít jinak. Přes stále ještě funkční komunikační zařízení zavolal do systému Koros, kde mezitím bitva skončila drtivým vítězstvím císařovny Tety. Císařovny letka spolu s Jori na palubě jedné z lodí přicestovala do systému téměř okamžitě, aby Gava Daragona zatkla. Gav je však všechny varoval, ať se nepřibližují ke stanici, že je to léčka, z níž se nelze dostat. Také jim pověděl, že se Sithy skoncoval a poskytl jim informaci, že je sithské impérium nechráněno. Takže pokud má být válka rychle ukončena, mají možnost teď.
V ten moment se však náhle v systému zjevily zbytky flotily Nagy Sadowa, jež uprchly z Coruscantu a Korosu. Sadow prohlásil, že se Temní páni ze Sithu nevzdávají lehce. Síly císařovny Tety toto setkání vnímaly jako snadnou možnost, jak s ním skoncovat, a tak vypukla krátká, za to však intenzivní bitva. Naga Sadow měl pro všechny jedno překvapení. Ze své vlajkové lodi Corsair třídy Derriphan vypustil svou tajnou superzbraň nabitou temnou stranou Síly a zmizel v hyperprostoru. Superzbraň spustila na veleobrovi masivní sluneční erupce, jež byly dost silné, aby zničily vše v blízkosti. Gav přesvědčil Jori i císařovnu, aby zmizely a zachránily, a šly bojovat na souřadnice ke Korribanu. Červený veleobr se poté změnil v supernovu, která měla dle Sadowových představ koroskou flotilu zcela zničit.
Přestože na sebe sithská a koroská plavidla intenzivně útočila, obě strany nezaznamenaly žádnou oběť. Zemřel zde pouze uvízlý Gav Daragon.

## Kampaň na Korribanu
Sithský lord Naga Sadow se vrátil se svou zdecimovanou flotilou zpět do svého impéria, kde na něj nečekalo nic dobrého. Byl si vědom toho, že prohrál, ale věřil, že se do republiky jednoho dne vrátí a za svou porážku se pomstí.

### První bitva o Korriban
Jakmile dorazil na Korriban, čekalo ho nepříjemné překvapení. Sadow byl totiž přesvědčen, že před válkou Ludo Kresshe při jeho pokusu zastavit zbrojení zabil, ale mýlil se. Ten zde trpělivě čekal, až se s hanbou z Republiky vrátí, aby ho dorazil a pomstil se mu za všechno. Kressh se prohlásil za skutečného Temného pána ze Sithu a řekl svému rivalovi, že tenkrát nad Khar Delbu sestřelil pouze prázdnou falešnou vlajkovou loď a ve skutečnosti šel připravit "ohňostroj na uvítanou" z jeho cesty do jádra galaxie. Sadowa označil za nebezpečného a za hrozbu pro Sithské impérium a z okamžitou platností za vyhnance.
Sadow na to odpověděl střelbou. Nad Korribanem vypukla mohutná bitva mezi zdecimovanou invazní armádou a narychlo splácané armády Kresshových loajalistů, kde bojovaly zejména malé křižníky a stíhače. Velké lodě se skoro všechny mezi sebou zničily masivní laserovou palbou. Jenže Naga Sadow měl po ruce plán. Nechal nasměrovat jeden vážně poškozený a těžko ovladatelný křižník přímo na Kresshovu vlajkovou loď. Obě lodi se srazily a Ludo Kressh tak v bitvě zemřel. Ostatní Sithové po smrti velitele přestali bojovat.
Přes toto vítězství neměl Naga Sadow ze smrti svého dávného rivala radost, protože již neměl téměř nic, s čím by mohl dále bojovat, přestože ho Kresshovi lidé po bitvě uznali za svého pána. Věděl, že se blíží konec.

### Druhá bitva o Korriban
Nedlouho po Kresshově smrti z hyperprostoru vyletěla flotila císařovny Tety z Korosu na základě souřadnic, které poskytl Gav Daragon. Sadow bojoval velmi divoce a brutálně, avšak se znaky zoufalství. Věděl, že po všem, čím jeho armáda prošla, tuto bitvu proti charismatické císařovně vyhrát nemůže.
Jori Daragon zde byla také, aby se pomstila na Sadowovi za smrt jejího bratra, a sestřelila několik sithských stíhačů a zasadila několik kritických ran na zbylé sithské křižníky. Soustředěná palba ostatních lodí velmi rychle odstranila sithskou flotilu z oběžné dráhy Korribanu. Sadowova vlajková loď Corsair už měla vybité všechny zbraně, nefunkční obranné systémy a panoval tam chaos. Proto využil zbylé své lodě jako živé štíty a stáhl se k blízkému systému Denarii, kde znovu využil svou superzbraň. Tentokrát však supernova stíhače a lodě, jež ho pronásledovaly, zastavila. Z této dvojhvězdy se stala mlhovina Denarii Nova.
Na Korribanu se po Sadowově zmizení chopil nad Sithy moci Shar Dakhan jako "úřadující" Temný pán ze Sithu, který velel invazi na Coruscant. Měl na výběr, buď kapitulace, nebo druhá možnost. Zvolil druhou možnost a zoufalým massassijům nařídil, aby prováděly na koroské křižníky sebevražedné útoky. Ze začátku byl s touto taktikou úspěšný, ale postupem času mu došly zdroje, navíc z Republiky dorazily korosanům posily. Přesto se Sithové odmítli vzdát a bojovali doslova do posledního muže.
Po této bitvě se koroské a republikové válečné lodě z Korribanu stáhly.

## Sithský holocaust
V Republice se případ Sithů projednával na nejvyšších pozicích a nejvyšší kancléř Pultimo nařídil dobýt celé Sithské impérium. Jediové spolu s republikovou flotilou měli najít a zničit všechny sithské pevnosti a artefakty, jež sloužily k manipulaci s temnou stranou Síly. Na Korriban dorazily republikové invazní armády a kompetně vybombardovaly povrch. Poté republikové lodě lokalizovaly všechny světy ze sithského prostoru, včetně metropole na Ziostu. Na nich Sithové nadále prováděly Dakhanovu taktiku sebevražedných útoků, čímž sami sebe oslabovali více než nepřítele.
Jediové zajistili velkou spoustu sithských artefaktů, z nichž nejvýznamnější jsou sithské holokrony, obsahující fragmenty duší padlých Temných pánů a temných Jediů a nebezpečné znalosti Temné strany. Své místo tyto artefakty našly v depozitáři na akademii na Ossusu, protože je nešlo zničit jinak, než zase temnou stranou Síly.
Tento konflikt přivedl rasu Sithů na pokraj vyhubení. Ze sithského prostoru tento druh zcela zmizel. Přesto se povedlo několika skupinám zkáze uniknout.

## Následky konfliktu
Naga Sadow dokázal ze sithského prostoru vymanévrovat, unikl pozornosti republikových hlídek i hlídek jeho nepřátel mezi Sithy a s loajálními massassijskými bojovníky dorazil na planetu Yavin, na jehož čtvrtém měsíci se ukryl. Pomocí sithské magie se uvedl do hluboké stáze, zatímco jeho massassijové během následujících staletí zdivočeli. Několik příslušníků sithské rasy se dále ukrylo na planety Ambria, Tund, Thule a Vjun, avšak žádné Impérium se obnovit nepokoušeli, raději chtěli zůstat zapomenuti.
Jeden méně významný Sithský lord Vitiate, loajální následovník Marky Ragnose, dokázal uniknout až do Neznámých regionů, když po dvacet let cestoval naslepo pomocí náhodného zadávání hyperprostorových souřadnic, aby se vyhnul republikovým lodím, jež nepřetržitě hlídaly celý sithský prostor. Nakonec dorazil na dávno zapomenutý svět Dromund Kaas, kde se prohlásil Sithským císařem, zahájil své temné rituály, kterými proměnil tuto planetu plnou života ve věčně zmoklou bouřnou planetu, aby si prodloužil vlastní život. S tímto se pustil do obnovy Impéria, aby připravil Republice a Jediům krutou pomstu…
Rytíř Jedi Odan-Urr po válce založil na Ossusu muzeum velké jako celé město, kde byly uskladněny všechny nalezené a zachovalé sithské artefakty společně po boku dávných jedijských artefaktů, pro něž již nebylo využití. Muzeum posloužilo i jako základ pro vybudování velké knihovny na Ossusu a nové akademie Jediů, nazvané Praxeum. Jediové po válce dostali od senátu darem za odvahu v bitvě o Coruscant pozemek, kde si měli zbudovat pevnost. Jediové dar sice přijali, ale místo zelo ještě následující milénium prázdnotou, než se rozhodli vystavit na něm svůj jedijský chrám.
Císařovna Teta byla po válce oslavována za rozhodnost a brilantní taktické myšlení i schopnost vyjednávat a odpouštět. Po její smrti ji její lid poctil tak, že celý hvězdný systém Koros z hlubokého jádra, obsahující sedm obydlených planet, přejmenovali na Systém císařovny Tety.
Jori Daragonová po válce převzala Aarrbovu dílnu na opravu lodí a byla i se svým zesnulým bratrem považována za hrdinku. Na jejich počest byla hyperprostorová cesta, kterou ze zoufalství před válkou objevili a přivedli tak Sithy do Republiky, pojmenována jako „Daragonská stezka“ (Daragon Trail). Zlí jazykové tvrdili, že kdyby je tenkrát před jejich osudnou cestou nezachránili rytíři Jedi před námezdními lovci, nikdy k válce nedošlo. Jediové i císařovna byli jiného názoru. Kdyby Sithové jednoho dne objevili tuto cestu sami, nikdo by na konflikt takového rozsahu a o takové krutosti nebyl připravený. Díky Jori Daragonové koroská armáda připravená byla a to bylo rozhodující. Krom toho si Gav včas uvědomil, komu vlastně slouží, a umožnil Sithské impérium zla na několik staletí zcela zlikvidovat. Navíc byl díky konfliktu systém císařovny Tety po vleklé občanské válce, jež tomu všemu předcházela, sjednocený a obyvatelé usmíření.
O Sithech pak Galaxie na téměř tisíc let už nic neslyšela.